# مغز متفکر (فیلم ۲۰۲۵)
مغز متفکر (انگلیسی: The Mastermind) یک فیلم آمریکایی در ژانر سرقت محصول سال ۲۰۲۵ به نویسندگی و کارگردانی کلی رایکارد است. از بازیگران فیلم می‌توان به جاش اوکانر، آلانا هایم، جان ماگارو، هوپ دیویس و بیل کمپ اشاره کرد. داستان فیلم در دههٔ ۱۹۷۰ میلادی جریان دارد. نخستین نمایش جهانی این فیلم در بخش رقابت اصلی جشنواره فیلم کن ۲۰۲۵ در ۲۳ مه ۲۰۲۵ برگزار شد و برای دریافت نخل طلا نامزد گردید.